# زیردامنه
در سلسله مراتب سامانه نام دامنه، یک زیردامنه (به انگلیسی: Subdomain) خود دامنه‌ای است که بخشی از یک دامنه بزرگتر می‌باشد.

## بررسی اجمالی
سامانه نام دامنه یک ساختار درختی یا سلسله مراتبی دارد، با هر نام دامنه که یک برآمدگی از این درخت به‌شمار می‌آید. یک زیردامنه خود دامنه‌ای است که بخشی از یک دامنه بزرگتر می‌باشد. تنها دامنه‌ای که زیردامنه نیست دامنه ریشه (به انگلیسی: Root Domain) است. برای مثال mail.example.com و calendar.example.com زیردامنه‌های دامنه example.com هست، که به نوبه خود یک زیردامنه از دامنه سطح بالای COM می‌باشد.
یک زیردامنه بیانگر وابستگی نسبی است، نه وابستگی مطلق: برای مثال , wikipedia.org شامل یک زیردامنه از دامنه ORG است، و fa.wikipedia.org شامل یک زیردامنه از دامنه wikipedia.org.
در تئوری، این زیربخش می‌تواند تا ۱۲۷ سطح به سمت پایین عمق پیدا کند، و هر برچسب سامانه نام دامنه می‌تواند شامل ۶۳ حرف شود، تا زمانی‌که تمام نام دامنه در کل متجاوز از ۲۵۵ حرف نباشد. اما در عمل برخی از ثبت‌کننده‌های دامنه محدودیت‌های کوتاه تری نسبت به آن دارند.

## موارد استفاده

زیردامنه‌ها به‌طور عادی به وسیلهٔ سازمان‌هایی که می خواهند نام یکتایی را به بخش، کارکرد، یا سرویس مرتبط خاصی با سازمانشان اختصاص دهند استفاده می‌شود. برای مثال، یک دانشگاه ممکن است "cs" را به بخش علوم رایانه (computer science) خود اختصاص دهد. بطوری‌که تعدادی میزبان توانسته باشد در آن زیردامنه استفاده شود، مانند mail.cs.example.edu یا www.cs.example.edu.

## دامنه پوچ
یک زیردامنه گاهی یک دامنه پوچ (به انگلیسی: Vanity Domain) نامیده می‌شود و می‌تواند یک زیردامنه از حوزه معرف یک تامین‌کننده خدمات اینترنت (به انگلیسی: Internet Service Provider) برای حساب کاربری فردی یا بیانگر شخصیت وجودی فردی باشد که آن را ثبت کرده‌است.

## خوشه خدمتگزار
بسته به نوع کاربرد، یک رکورد در یک دامنه، یا زیردامنه ممکن است به یک نام میزبان (به انگلیسی: Hostname)، یا یک تأمین‌کننده خدمات به وسیلهٔ تعدادی دستگاه در یک خوشه منتسب شود. بعضی از وب سایت‌ها از زیردامنه‌های متفاوت برای اشاره به خوشه خدمتگزار (به انگلیسی: Server Cluster)های مختلف استفاده می‌کنند. برای مثال , www.example.com به خوشه خدمتگزار ۱ یا مرکز اطلاعات ۱ (Data Centre)، و www۲.example.com به خوشه خدمتگزار ۲ یا مرکز اطلاعات ۲ اشاره می‌کند، و ...

## تفاوت زیردامنه با دامنه اضافی و دامنه مستعار
زیردامنه به عنوان زیر مجموعه ای از دامنه اصلی حساب میشود و از نظر آمار الکسا و سئو کاملا وابسته به دامنه اصلی است ولی می تواند یک سایت جداگانه داشته باشد. دامنه اضافی ارتباطی به دامنه اصلی ندارد و یک سایت مجزا حساب میشود و دامنه مستعار سایت اصلی را نمایش میدهد که به‌شدت تاثیر منفی روی سئو دارد و فقط باعث میشود سایت اصلی با دو آدرس نمایش داده شود.